# Steve Hanke
Steve H. Hanke (/ˈhæŋki/) là một nhà kinh tế học ứng dụng người Mỹ tại Đại học Johns Hopkins ở Baltimore, tiểu bang Maryland. Ông cũng là thành viên cấp cao và giám đốc của Dự án Vấn đề Tiền tệ tại Viện Cato ở Washington DC, và là đồng giám đốc của Viện Kinh tế Ứng dụng, Sức khỏe Toàn cầu và Nghiên cứu Doanh nghiệp của Đại học Johns Hopkins.
Hanke được biết đến với các nghiên cứu về cải cách tiền tệ ở các thị trường mới nổi. Ông từng là thành viên của Hội đồng Cố vấn Kinh tế cho Tổng thống Ronald Reagan từ năm 1981 đến năm 1982, và đã từng là cố vấn cho các nguyên thủ quốc gia ở Châu Á, Nam Mỹ, Châu Âu và Trung Đông. Ông cũng được biết đến với công trình nghiên cứu về bảng tiền tệ, đô la hóa, siêu lạm phát, định giá và nhu cầu sử dụng nước, phân tích lợi ích-chi phí, tư nhân hóa và các chủ đề khác trong lĩnh vực kinh tế học ứng dụng.
Hanke đã viết bài cho tạp chí Forbes và các ấn phẩm khác. Ông cũng là một nhà kinh doanh tiền tệ và hàng hóa. Ông đã có nhiều phát ngôn gây tranh cãi và bị chỉ trích là tung tin giả về Đại dịch COVID-19 và Chiến tranh Nga-Ukraina. Hiện ông đang bị chính phủ Ukraina liệt kê vào danh sách đen vì đã tuyên truyền nhiều thông tin sai lệch và có luận điểm thân Nga.

## Đầu đời và giáo dục
Steve Hanke sinh ra ở Macon, Georgia vào năm 1942 và lớn lên ở Atlantic, Iowa. Hanke lấy bằng cử nhân quản trị kinh doanh (năm 1964) và bằng tiến sĩ về kinh tế học (1969) từ Đại học Colorado.

## Sự nghiệp nghiên cứu
Hanke bắt đầu làm việc tại Trường Mỏ địa chất Colorado vào năm 1966. Trong thời gian này, Hanke đã phát triển và giảng dạy các khóa học về kinh tế khoáng sản và dầu khí. Luận án tiến sĩ của ông xoay quanh tác động của việc lắp đặt đồng hồ đối với nhu cầu sử dụng nước của thành phố.
Hanke sau đó gia nhập Đại học Johns Hopkins và chuyên về kinh tế tài nguyên nước. Sau sáu năm tại Johns Hopkins, bao gồm một năm thỉnh tại Đại học California, Berkeley, Hanke đã đạt được cấp bậc giáo sư chính thức. Hiện tại, Hanke giảng dạy các khóa học về kinh tế ứng dụng và tài chính. Ông được nhiều người công nhận là cánh cổng cho sinh viên Johns Hopkins kiếm việc làm tại Phố Wall. Ông hiện là giáo sư bộ môn kinh tế ứng dụng tại Khoa Y tế và Kỹ thuật Môi trường của Trường Kỹ thuật Whiting thuộc Đại học Johns Hopkins.
Trong suốt sự nghiệp của mình, Hanke đã đảm nhiệm vị trí biên tập cho một số tạp chí học thuật, bao gồm Journal of Economic Policy Reform; Water Resources Research; Land Economics; and Water Engineering and Management. He currently holds editorial positions with The International Economy, The Independent Review, Cato Journal, Review of Austrian Economics, Economic Journal Watch, and Central Banking.
Năm 1995, Hanke và giáo sư lịch sử của Đại học Johns Hopkins, Louis Galambos, đã thành lập Viện Johns Hopkins về Kinh tế Ứng dụng, Sức khỏe Toàn cầu và Nghiên cứu Doanh nghiệp. Hanke cũng là thành viên cấp cao và là giám đốc của Dự án vấn đề tiền tệ tại Viện Cato, cố vấn đặc biệt cho Trung tâm ổn định tài chính, và là thành viên của Hội đồng điều lệ Hiệp hội đo lường kinh tế.
Hanke là cố vấn cấp cao tại Viện Nghiên cứu Tiền tệ Quốc tế của Đại học Renmin và làm việc chung với người đoạt giải Nobel Robert Mundell của Đại học Columbia.

## Bình luận
Hanke bắt đầu viết cho chuyên mục "Quan điểm" trên tạp chí Forbes vào năm 1997 cho đến năm 2010. Ban đầu, chuyên mục này do Ngài Alan Walters đồng tác giả. Hanke cũng là một cộng tác viên cho tạp chí Forbes Châu Á. Gần đây, Hanke là một nhà báo chuyên mục của Forbes, đóng góp khoảng 5 bài viết mỗi tháng. Hiện nay ông là một cộng tác viên cho tờ <i>National Review</i>. Ông cũng là cộng tác viên thường xuyên cho các mục quan điểm của Wall Street Journal, ZeroHedge, Gulf News, OMFIF's The Bulletin, và bản tin của Viện Tiền tệ Quốc tế tại Đại học Renmin của Trung Quốc.

## Chỉ trích

### Cải cách tiền tệ
Cựu quan chức Bulgaria Krasimir Angarski, người được giao nhiệm vụ giới thiệu bảng tiền tệ, đã phản đối tuyên bố rằng Hanke là "cha đẻ của bảng tiền tệ Bulgaria."  Ông cũng cho rằng Hanke thật ra không biết gì về tiền tệ vì chính Angarski đã từ chối cung cấp cho Hanke bản thảo nghiên cứu của mình. Tuy nhiên, tuyên bố của Angarski mâu thuẫn với thực tế là Hanke lần đầu tiên đề xuất một bảng tiền tệ cho Bulgaria vào năm 1991 trong cuốn sách "Teeth for the Bulgarian Lev: A Currency Board Solution". Hanke sau đó đã giúp đưa khái niệm bảng tiền tệ được thông qua vào năm 1997 khi ông làm cố vấn cho Tổng thống Bulgaria lúc bấy giờ là Petar Stoyanov.
Trong bài báo "Rupiah Rasputin" được viết vào năm 1998 cho tạp chí Fortune, nhà kinh tế học nổi tiếng và chủ nhân giải Nobel Paul Krugman đã ví von Hanke là "một kẻ tự quảng bá hình ảnh bản thân mình như một bác sĩ nông thôn thành công (tiếng Anh: a successful country doctor) thông qua việc thổi phồng hồ sơ của mình." Krugman cáo buộc Hanke đã gian dối khi tuyên bố mình là cố vấn cho cựu Bộ trưởng Tài chính Argentina Domingo Cavallo. Krugman cũng tuyên bố rằng việc Hanke tạo ra một bảng tiền tệ ở Indonesia "có lẽ là một ý tưởng tồi tệ vào lúc này" bởi vì nó sẽ gây trở ngại cho việc thanh khoản thanh toán cho hàng nhập khẩu hoặc dịch vụ nợ.

### Đại dịch COVID-19
Vào tháng 6 năm 2020, Hanke gọi Việt Nam là một trong "những quả táo thối" về dữ liệu coronavirus. Trong bài đăng trên Twitter này, Hanke đã nhầm lẫn số người chết bằng 0 của Việt Nam là "không có dữ liệu nào được báo cáo". Sau nhiều phản đối kịch liệt trên mạng xã hội và một bản kiến nghị yêu cầu xin lỗi gửi đến Đại học Johns Hopkins ký tên bởi gần 300 nhà khoa học Việt Nam, Hanke cuối cùng đã phải đưa ra lời đính chính trên Twitter rằng Việt Nam có thành tích "hoàn hảo" trong cuộc chiến chống lại virus coronavirus. Trong một cuộc phỏng vấn với Đài Tiếng nói Hoa Kỳ (VOA) sau đó, Hanke thừa nhận rằng chính phủ Việt Nam ứng phó đại dịch "rất xuất sắc." Ông biện minh rằng lý do đằng sau sự nghi ngờ của ông về dữ liệu của Việt Nam là do "ở Việt Nam hầu như không có tự do thông tin báo chí." Theo BBC, cuộc phỏng vấn của Hanke đã trở thành bài được được xem nhiều nhất trên VOA ngày hôm đó.
Vào tháng 1 năm 2022, Hanke đồng tác giả một bài nghiên cứu lập luận rằng chính sách phong tỏa "có ít hoặc không ảnh hưởng gì đến tỷ lệ tử vong do COVID-19" nhưng lại gây ra những tác động "tàn khốc" đối với xã hội. Nghiên cứu của ông đã bị nhiều chuyên gia y tế chỉ trích là "sai lầm nghiêm trọng" và bị trang web kiểm tra thông tin y tế Health Feedback dán nhãn "lừa đảo" (misleading) trong khi nhà dịch tễ học Gideon Meyerowitz-Katz cho rằng nghiên cứu của ông "rất kỳ lạ."
PolitiFact kết luận rằng Hanke "đã nhiều lần đưa ra những tuyên bố sai sự thật về đại dịch COVID-19." Hanke đã từng chỉ trích các chính sách phong toả và vắc xin trong đại dịch COVID-19 và gọi các chính sách này là theo "chủ nghĩa phát xít". Tờ Foreign Policy cũng chỉ trích Hanke là "phản khoa học một cách kinh khủng" và mô tả ông là một nhà kinh tế học "chống lại sức khỏe cộng đồng".
Vào tháng 2 năm 2022, Hanke đã chia sẻ một video quay cảnh một người đàn ông bị lửa đốt cháy và cho rằng anh này tự thiêu để phản đối quy định về bắt buộc tiêm vắc-xin COVID-19 của chính phủ Ý. Kiểm tra thực tế của Reuters đã bác bỏ tuyên bố này và kết luận rằng vụ việc "không liên quan gì đến COVID-19." Gia đình của người đàn ông trên cũng đưa ra một tuyên bố lên án những đồn đoán của Hanke về mối liên hệ giữa việc anh này tự thiêu với việc tiêm phòng vắc-xin.

### Chiến tranh Nga-Ukraina
Kể từ khi Nga xâm lược Ukraina đầu năm 2022, Hanke đã lên tiếng phản đối các biện pháp trừng phạt nhắm vào Nga và gọi chúng là chỉ "dành cho những kẻ thất bại". Vào tháng 10 năm 2022, Trung tâm Phản biện Thông tin sai lệch, một cơ quan thuộc Hội đồng Quốc phòng và An ninh Quốc gia của Chỉnh phủ Ukraina, đã đưa Hanke vào "danh sách đen" gồm những nhà tuyên truyền thân Nga.
Vào tháng 12 năm 2022, Hanke đã chia sẻ một video trên Twitter quay cảnh người biểu tình ở Slovakia. Ông cho rằng đây là cách người dân phản đối sự ủng hộ mà chính phủ Slovakia dành cho Ukraina và những "gánh nặng mà chính phủ đang đặt lên họ". Tuy nhiên, đoạn video này thực ra là được quay từ một cuộc biểu tình không liên quan gì vào năm 2018 sau vụ sát hại nhà báo điều tra Ján Kuciak. Dòng tweet của Hanke sau đó đã bị xóa sau khi bị phản đối kịch liệt trên mạng xã hội và gặp những lời chỉ trích nặng nề từ nhiều cơ quan truyền thông của Slovakia cáo buộc ông Hanke truyền bá thông tin sai lệch về cuộc chiến ở Ukraine. Hanke đã bị nhiều người lên án vì tung tin giả, bao gồm giám đốc điều hành của hãng tin CNN tại Na Uy là Morten Øverbye cũng như ông Miroslav Wlachovský, cố vấn chính sách đối ngoại của Thủ tướng Slovakia Eduard Heger.